# Западно-Казахстанский университет имени М. Утемисова
Западно-Казахстанский университет имени М.Утемисова (ЗКУ им. М. Утемисова; каз. М. Өтемісов атындағы Батыс Қазақстан университеті) — многопрофильное высшее учебное заведение Западно-Казахстанской области республики Казахстан. В структуре вуза 2 института, 6 факультета, 22 кафедры c 51 специальностями, аспирантура, магистратура, колледж.

## История
В тридцатые годы прошлого века перед республикой остро встала проблема ликвидации безграмотности среди местного населения. С этой целью были открыты начальные и неполные средние школы, однако учительских кадров было недостаточно, а учителей с высшим образованием в регионе и вовсе не было. Таким образом встал вопрос об открытии профильного высшего учебного заведения.
9 июля 1932 года Казрайком постановил организовать с 1 октября в городе Уральске педагогический институт, тем самым став вторым педагогически вузом в республике после Казахского педагогического института. В 1937 году институту было присвоено имя А. С. Пушкина. Тогда же было построено здание главного корпуса института в стиле сталинского ампира.
В послевоенные годы педагогически институт стал крупным учебным заведением, выпускающим ежегодно более 700 выпускников по 18 специальностям.

Памятник Абаю на территории университета.

В 1982 году в честь 50-летнего юбилея и заслуги в деле подготовки педагогических кадров институт был награждён орденом «Знак Почёта».
В мае 1996 года, учитывая высокий научный потенциал, правительство Казахстана постановило повысить статус учебного заведения и преобразовать его в Западно-Казахстанский гуманитарный университет имени А. С. Пушкина.
14 февраля 2000 года постановлением Правительства Казахстана № 236 был создан Западно-Казахстанский государственный университет в которой были включены Западно-Казахстанский институт искусств имени Даулеткерея, Западно-Казахстанский аграрный университет и Западно-Казахстанский гуманитарный университет имени А.С. Пушкина.
В 2003 году Западно-Казахстанскому государственному университету присвоено имя Махамбета Утемисова.
В сентябре 2005 года Западно-Казахстанский государственный университет им. М. Утемисова одним из первых вузов Западного региона Республики подписал Болонскую декларацию, направленную на формирование мирового образовательного пространства.
В 2015 году ЗКУ им. М. Утемисова занял 9 место в рейтинге 55 высших учебных заведений Казахстана.
Постановлением правительства Казахстана от 11 октября 2019 года №752, приказом № 345 Комитета государственного имущества и приватизации от 02 июня 2020 года ЗКУ им. М. Утемисова преобразовался в НАО ЗКУ им. М. Утемисова.

## Подразделения
- Факультет истории, экономики и права
- Факультет культуры и искусств
- Филологический факультет
- Педагогический факультет
- Физико-математический факультет
- Естественно-географический факультет

## Фотогалерея

В лаборатории ЭРТ. 1974 г.
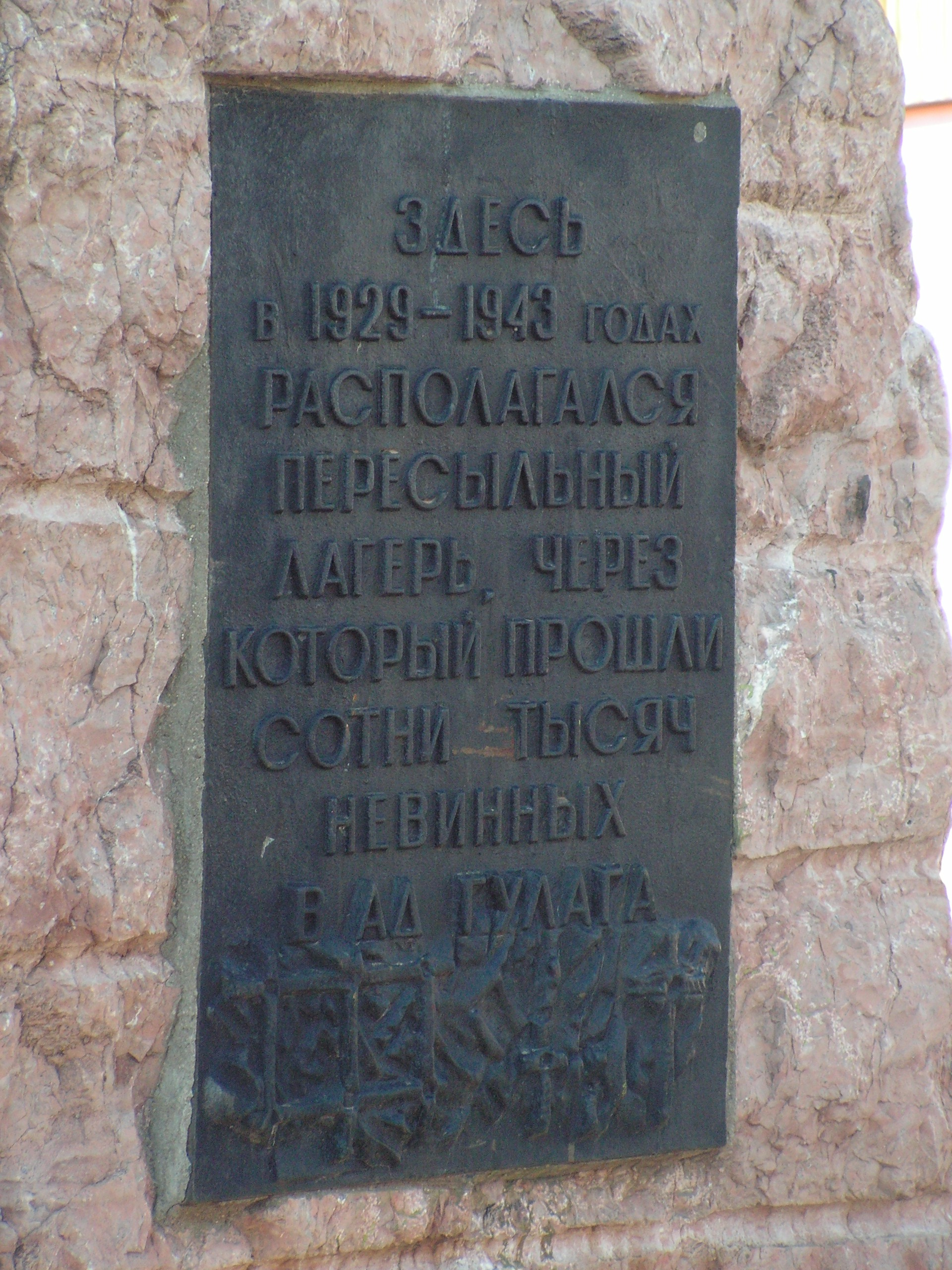
Студенты УПИ на пионерской практике. 1972 г.
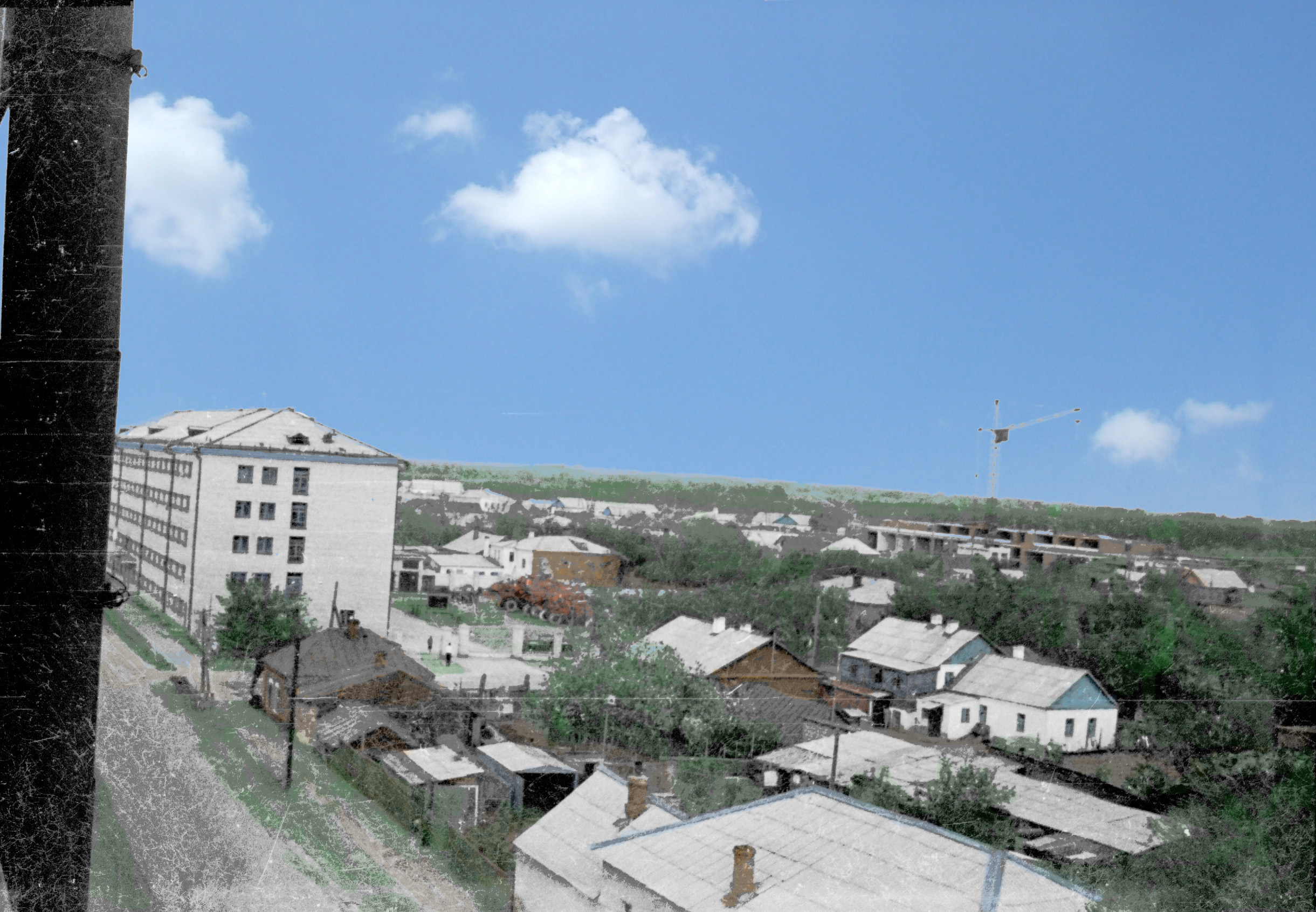
Вид на общежитие иняза. 1972 г.
Преподаватели физмата УПИ, 60-е годы.
Выпускники УПИ в институте. 2012 г.

## Преподаватели и выпускники
В Западно-Казахстанском  университете имени М. Утемисова работают 422 преподавателя. В состав профессорско-преподавательского коллектива входят специалисты с различными академическими степенями:
- Доктор PhD — 21 человек
- Доктор наук — 18 человек
- Кандидат наук — 112 человек[5]
- Персоналии:Западно-Казахстанский университет имени Махамбета Утемисова